# Kalady (Malappuram)
Kalady es una ciudad censal situada en el distrito de Malappuram en el estado de Kerala (India). Su población es de 25872 habitantes (2011). Se encuentra a 30 km de Malappuram y a 60 km de Kozhikode

## Demografía
Según el censo de 2011 la población de Kalady era de 25872 habitantes, de los cuales 12140 eran hombres y 13732 eran mujeres. Kalady tiene una tasa media de alfabetización del 92,22%, inferior a la media estatal del 94%. la alfabetización masculina es del 95,03%, y la alfabetización femenina del 89,80%.